# Верхнее (Витебская область)

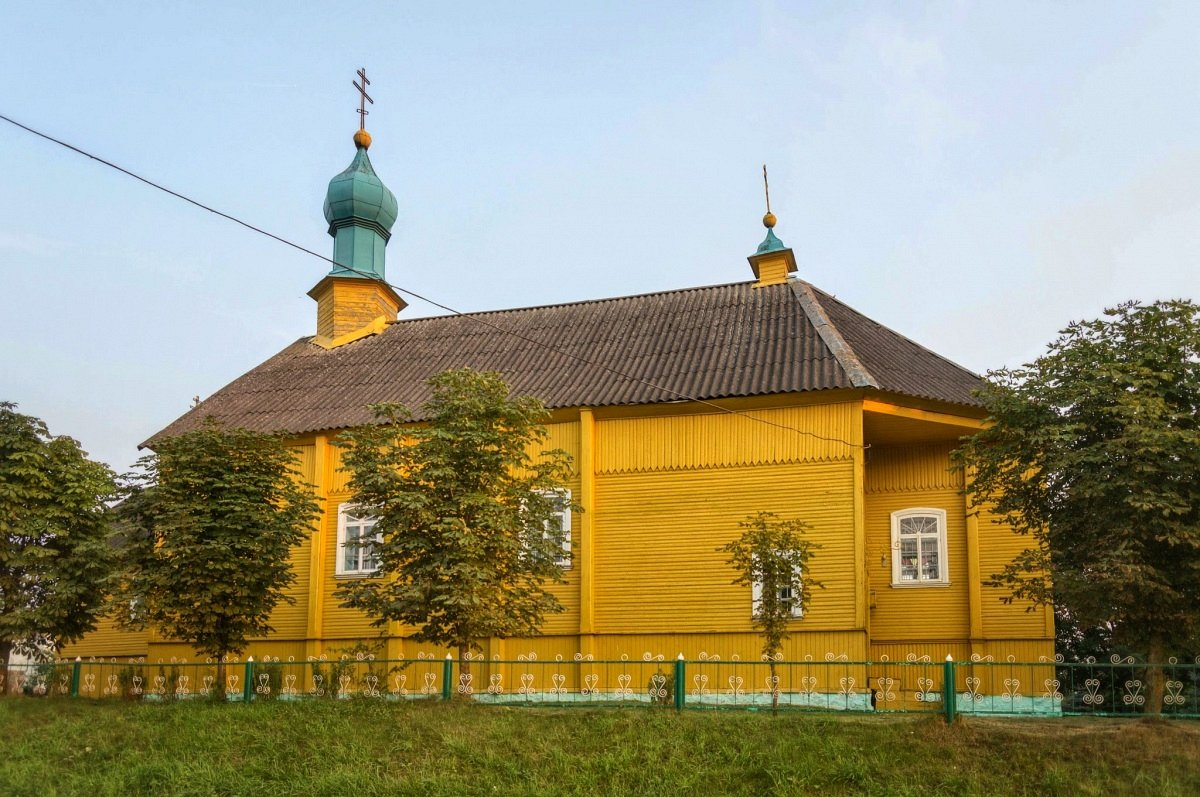
Спасопреображенская церковь

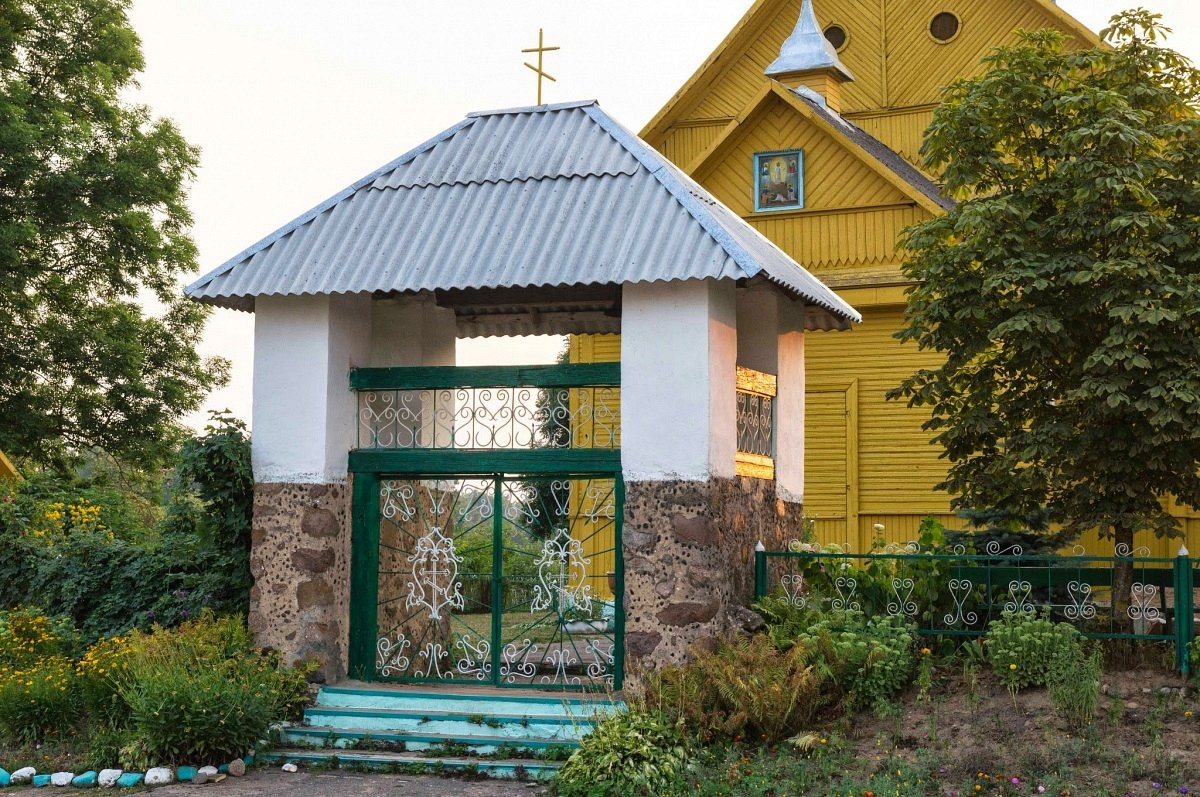
Церковные ворота (брама)

Ве́рхнее (бел. Верхняе) — деревня в Глубокском районе Витебской области Белоруссии, в Уделовском сельсовете. Население — 227 человек (2019).

## География
Деревня находится в 12 км к северо-западу от райцентра, города Глубокое. Через деревню протекает река Маргва, бассейн Дисны. Деревня связана местными дорогами с окрестными населёнными пунктами. Ближайшая ж/д станция Константинов Двор находится в 3 км к югу от деревни (линия Глубокое — Поставы).

## Достопримечательности
В селе сохранилась деревянная православная Спасо-Преображенская церковь постройки начала XX века. Она включена в Государственный список историко-культурных ценностей Республики Беларусь —  Историко-культурная ценность Республики Беларусь, 